# Свети Трифон (Котор)
Католическата катедрала „Свети Трифон“ е осветена повторно на 19 юли 1166 г. и е символ и една от забележителностите и емблемите на града, присъстващ и на герба му. Освещаването през 1166 г. е белязано от края на Зетската държавност, понеже територията ѝ е поделена между Велико княжество Сърбия (в лицето на Деса) и Византия. През същата тази година, по силата на споразумение между император Мануил I Комнин и унгарския крал Ищван III, Босна заедно с части от Далмация, Хърватия и Срем, минава под византийска власт. По този начин, първата Барска архиепархия преминава в Которска такава, която днес е хърватска.
Катедралата е построена върху основите на стара църква, в която са се пазели мощите на патрона и пазител на града Свети Трифон, и носи неговото име. Катедралата е най-голямата и най-красива сграда в града, преживяла две разрушителни земетресения (1667 г. и 1979 г.) и смятана за един от най-значимите съхранени образци на романската архитектура (с барокови и готически елементи) по Адриатика. И екстериора и интериора ѝ са уникални – фасада с декоративни розетки, ценни артефакти, живописни фрески от 14 век, детайлни орнаменти и релефни изображения, както и шедьоври на местни майстори и занаятчии.
Катедралата днес е една от двете католически катедрали на Черна гора, заедно с Катедралата на непорочното зачатие на Дева Мария, намираща се в град Бар. Камъка за построяването ѝ е донесен от остров Корчула. Направо от входа се намира саркофага на Андреа Сараценис, которски гражданин, който според легендата през 9 век откупува мощите на Свети Трифон от венециански търговци, след което ги донася в Котор от Константинопол.
Най-забележителният елемент от интериора на храма е навеса над скинията, шедьовър на готическата архитектура. Четири колони от червен мрамор от близкото село Каменари крепят тристепенна осмоъгълна интериорна конструкция с фигура на ангел на върха. На всеки от трите нива на тази конструкция са инкрустирани върху камъка сцени от живота на Свети Трифон. Фреските от 14 век са изпълнени във византийски стил, а екстериора ѝ се доближава до този на манастира „Свети Никола“ в Куршумлия, заради двете кули.

Католическата катедрала „Свети Трифон“ е свързана и с историята на България. Крал Стефан Урош II Милутин е засвидетелствал титула си от 2 юни 1319 г. в катедралната църква на Барската архиепархия на цялата префектура Илирик. Този титул ни е инкрустиран за поколенията от майстор Вито, и е следния: 
| „ | ... Урош, крал на Рашка и Дукля, на Албания, на България и на цялото Приморие от Адриатическия залив дори до великата река Дунав ... | “ |

((la))
| „ | ... Urosius rex Rassie et Dioclie, Albanie, Bulgarie et totius marittime de Gulfo Adriatico a mari usque ad flumen Danubil magni ... | “ |

(източник: В. Макушев, Италиански архиви, Приложение към XIX том от Записките на Императорската академия на науките № 4, Спб. 1871 г., стр. 13)